# آسامشتادت
آسامشتادت (به آلمانی: Assamstadt) یک شهر در آلمان است که در ماین-تاوبر واقع شده‌است. آسامشتادت ۲٬۱۴۷ نفر جمعیت دارد.